# Барие (община Цариброд)
Вижте пояснителната страница за други значения на Барие.
Барие (на сръбски: Барје или Barje) е село в Западните покрайнини, община Цариброд, Пиротски окръг, Сърбия. Според данните от преброяването от 2002 година населението на селото е 42 души. През 1991 г. то е било 75 души.

## История
До 1952 година Барие е една от махалите на средищното село Борово, което същата година административно е заличено, а неговите махали са групирани в 3 нови села – Барие, Било и Верзар